# Glena alpenata
Glena alpenata là một loài bướm đêm trong họ Geometridae.